# Hylaeus violaceus
Hylaeus violaceus är en biart som först beskrevs av Smith 1853.  Hylaeus violaceus ingår i släktet citronbin, och familjen korttungebin. Inga underarter finns listade i Catalogue of Life.

## Bildgalleri

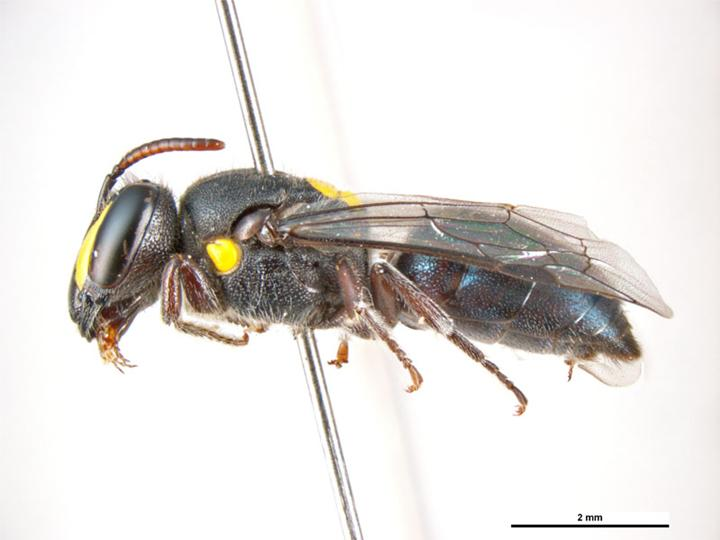
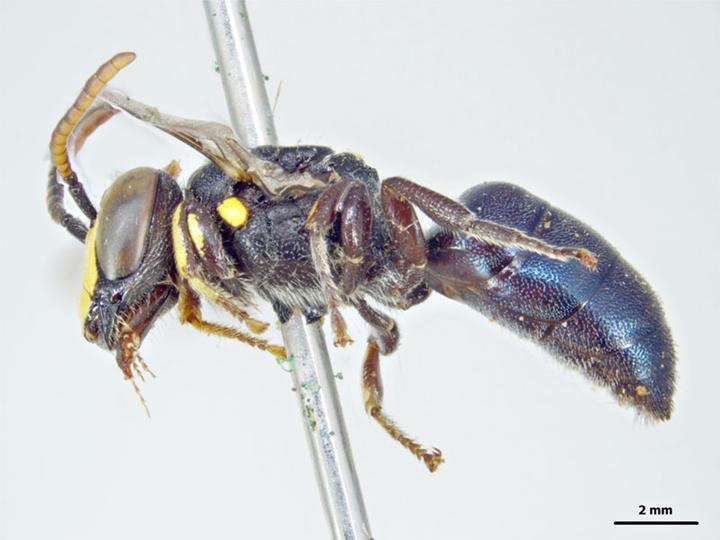